# Grande sonate 'Les quatre âges'
Grande sonate 'Les quatre âges', op. 33, is een pianosonate van Charles-Valentin Alkan. Het werk bestaat uit vier delen, die een man op 20-, 30-, 40- en 50-jarige leeftijd uitbeelden en is opgedragen aan Alkans vader, Alkan Morhange. Anders dan in een normale sonate, wordt het tempo van de delen steeds lager.

## Onderdelen
De sonate bestaat uit vier delen:
- I 20 ans: Très vite.
- II 30 ans, Quasi-Faust: Assez vite.
- III 40 ans, Un ménage heureux: Lentement.
- IV 50 ans, Prométhée enchaîné: Extrêmement lent.

### 20 ans
Dit is het eerste deel van de sonate. Het stuk heeft een 3/4 maat en staat in D majeur, terwijl er ook veel delen in b mineur staan. Het stuk, dat circa 6 minuten duurt, heeft een ABA-vorm. Doordat de sonate met dit scherzo begint, is het vanaf het begin al anders dan eerdere sonates.

### 30 ans, Quasi-Faust
Dit is het tweede deel van de sonate. Het stuk staat in dis mineur en heeft een uitgebreide sonatevorm. In het stuk van circa 12 minuten komt een achtstemmige fuga voor.

### 40 ans, Un ménage heureux
Dit is het derde deel van de sonate. Het stuk in G majeur duurt circa 12 minuten.

### 50 ans, Prométhée enchaîné
Dit is het vierde en laatste deel van de sonate. Het stuk staat in gis mineur en heeft een 2/4 maat. Het begint met 128ste noten, die door het hele stuk terug te vinden zijn. Het deel wisselt snel tussen forte en piano en eindigt met twee fortissimo akkoorden, gevolgd door drie pianoakkoorden. Het stuk duurt circa 9 minuten.